# Мейнстрийм
Мейнстрийм (на английски: mainstream) e преобладаващото възприятие и разбиране в дадена област или по отношение на конкретен обект, които много често са също така и модерни, текущи или най-нови в областта. Обикновено това се възприема в положителен („модерен“) смисъл, но и може да бъде използван в пейоративен смисъл, т.е. като „масово погрешно възприемане“ или „масовизиран вкус“, тоест нещо, което е загубило уникалността си.
Мейнстрийм е английски термин и е заемка в българския език. Чрез термина се обозначава най-широко разпространената мисъл, към която се придържа мнозинството. Самият мейнстрийм обаче съвсем не е едно плътно цяло, а концепцията се счита по-скоро за културна конструкция. Той включва:
- нещо, до което широката общественост има достъп;
- нещо, което има връзки с корпоративната или търговската култура.

Така мейнстриймът включва цялата популярна култура, която обикновено се разпространява чрез масмедиите. Противоположностите на мейнстрийма са субкултурите, контракултурите, фен-клубовете и др. Понякога с понятието „мейнстрийм“ биват наричани онези гледни точки, които са типични за етноцентризма и хегемонното представяне на определена субкултура, например когато една субкултура се опитва да наложи своите възгледи като най-правилни. От друга страна, определени субкултури могат да определят дадени течения като мейнстрийм, когато се опитват да ги омаловажат в художествен или естетически план. В този смисъл понятието мейнстрийм се приближава до понятието комерсиалност, използвано в България.
Мейнстрийм са неща, които отговарят на масовото възприятие или масовата попкултура, или елементи на медийна култура, или дори интернет тенденции, които много често се разпространяват и промотират от масмедиите. Като цяло се възприема, че субкултурите са обратното на мейнстрийма, но самите субкултури също могат да се превърнат в мейнстрийм, като рап-културата например. В това отношение реална опозиция на мейнстрийм културите заявяват контракултурите, а в науката (където също може да става дума за мейнстрийм течения) това са алтернативните и критични подходи. Терминът, освен в положителен смисъл като „модерен“, може да се използва и в пейоративен аспект, например изразът „I … before it was cool(преди беше модерно)“ (част от хипстър културата) говори за това, че популярността на тенденция, стил и т.н. го превръща в банално и дори скучно или безинтересно. Това обаче още не означава противопоставяне на мейнстрийм „вкуса“, а говори само за естетично предпочитание към миноритарни „тенденции“. За разлика от хипстър културата, която борави с този тип „културна реакция“, например в икономиката противопоставянето между „мейнстрийм“ и хетеродоксална и дори още повече марксистка икономическа мисъл са много силни и по отношение на базови понятия и разбирания .
По отношение на филмовата продукция това са филми, промотирани в големите киносалони, най-често от Холивуд, макар че в отделни страни, например Китай, също може да има мейнстрийм тенденции и филмови заглавия, които обаче в други страни да имат по-скоро алтернативен характер.
Хипстър-културата, макар алтернативна на мейнстрийма, всъщност парадоксално по начало е мейнстрийм култура.